# جون واين (رسامة)
جون واين (بالإنجليزية: June Wayne)‏ هي رسامة وفنانة أمريكية، ولدت في 7 مارس 1918 في شيكاغو في الولايات المتحدة، وتوفيت في 23 أغسطس 2011 في هوليوود في الولايات المتحدة.

## وصلات خارجية
- الموقع الرسمي
- جون واين على موقع IMDb (الإنجليزية)